# 多布羅泰什蒂鄉 (特列奧爾曼縣)
44°17′N 24°53′E / 44.283°N 24.883°E
多布羅泰什蒂鄉（羅馬尼亞語：Comuna Dobrotești, Teleorman），是羅馬尼亞的鄉份，位於該國南部，由特列奧爾曼縣負責管轄，面積106平方公里，海拔高度120米，2007年人口4,906，人口密度每平方公里46人。